# Potrero, Guerrero
Potrero är en ort i Mexiko.   Den ligger i kommunen Tixtla de Guerrero och delstaten Guerrero, i den södra delen av landet, 210 km söder om huvudstaden Mexico City. Potrero ligger 1 361 meter över havet och antalet invånare är 306.
Terrängen runt Potrero är kuperad åt nordväst, men åt sydost är den bergig. Runt Potrero är det glesbefolkat, med 20 invånare per kvadratkilometer. Närmaste större samhälle är Chilapa de Alvarez, 17,4 km nordost om Potrero. I omgivningarna runt Potrero växer huvudsakligen savannskog.